# Betzweiler-Wälde
Betzweiler-Wälde is een plaats in de Duitse deelstaat Baden-Württemberg, en maakt vanaf 01-01-2007 deel uit de gemeente Loßburg in het district Freudenstadt.
Betzweiler-Wälde telt 1.417 inwoners.